# Listă de partide politice etiopiene
Republica Federală Democratică Etiopia este un stat ce aparține sistemului partidului dominant. Pe lângă acesta, alte partide politice sunt permise. 

## Listă

### Partide parlamentare
| Partid | Partid                                                                                              | Spectru politic             | Ideologie                                                      | Fondat în | Membrii   |
| ------ | --------------------------------------------------------------------------------------------------- | --------------------------- | -------------------------------------------------------------- | --------- | --------- |
|        | Partidul Prosperității amharică ብልጽግና ፓርቲ romanizat Paartii Badhaadhiinaa somaleză Xisbiga Barwaaqo | Centru                      | Naționalism etiopian Liberalism Liberalism economic Federalism | 2019      | 410 / 547 |
|        | Mișcarea Națională a Amarei amharică የአማራ ብሔራዊ ንቅናቄ                                                 | Centru-dreapta spre dreapta | Autodeterminarea amarienilor Naționalism etnic Liberalism      | 2018      | 5 / 547   |
|        | Cetățenii Etiopieni pentru Justiție Socială amharică የኢትዮጵያ ዜጎች ለማህበራዊ ፍትህ                          | Centru                      | Liberalism Naționalism etiopian                                | 2019      | 4 / 547   |
|        | Partidul Democratic al Poporului Gedeo                                                              |                             | Interesele poporului gedeo Regionalism                         | 1992      | 2 / 547   |
|        | |                             |                                                                |           |           |